# H-IIA
H-IIA (H2A) je japonska nosilna raketa za enkratno uporabo. Rakete proizvaja podjetje Mitsubishi Heavy Industries (MHI), uporablja pa jih Japonska vesoljska agencija - JAXA. Izstreljuje se jih z izstrelišča Tanegašima. Rakete se uporabljajo za vtirjenje satelitov v geostacionarno, nizkozemeljsko, translunarno orbito ali pa pošiljanje sond na druge planete. 
H-IIA je prvič poletela leta 2001. Do leta 2014 so izstrelili 26 raket, od tega eno neuspešno. 
Kapaciteta v NZO je 10-15 ton, v GTO (GSO) pa 4100-6000 kilogramov. Vzletna teža je  285000 - 445000 kg. Kapacitete in teže se razlikujejo odvisno od različice. 
Dodatni potisniki (bosterji oz. stopnja 0) uporabljajo raketne motorje na trdo gorivo, 1. in 2. stopnja pa na tekoča goriva in sicer tekoči vodik in tekoči kisik.